# Ernest Kennaway
Ernest Laurence Kennaway (23 mai 1881 - 1er janvier 1958) est un pathologiste britannique et lauréat de la Médaille royale.

## Biographie
Il s'intéresse d'abord à la vie naturelle lorsque, en raison d'une maladie infantile, il est encouragé à passer du temps à l'extérieur . Il est formé à l'University College de Londres et, en 1898, est accepté au New College d'Oxford grâce à une bourse ouverte pour étudier les sciences naturelles. Il obtient un BA en 1903 et, après trois ans à l'hôpital Middlesex, il obtient un baccalauréat en médecine et chirurgie. Après avoir obtenu son diplôme, il travaille pour le Lister Institute for Preventive Medicine et l'UCL avant de retourner à Oxford, cette fois au Brasenose College grâce à une bourse Hulme en 1909. Il devient compagnon itinérant de Brasenose en 1910, docteur en médecine en 1911 et docteur en sciences (en particulier la chimie physiologique) en 1915 .
En 1909, il devient démonstrateur de physiologie à l'hôpital Guy, où il reste jusqu'à ce qu'il soit nommé chef du département de pathologie chimique à l'Institut de pathologie Bland-Sutton en 1914. En tant que chef de département, il mène des recherches sur le métabolisme des purines et la Cétonurie, prouvant en 1921 que le carcinogène du charbon est un hydrocarbure cyclique. En 1929, il découvre le premier composé pur à montrer des preuves d'activité cancérigène, le 1: 2: 5: 6-dibenzanthracène, et découvre également une série d'autres hydrocarbures cancérigènes, dont le méthylcholanthrène . En 1930, Kennaway et Izrael Hieger (en) montrent pour la première fois que des hydrocarbures aromatiques polycycliques (HAP) simples, tels que le dibenz[a,h]anthracène, sont tumorigènes dans la peau de souris . Entre 1932 et 1942, il publie six articles sur ces découvertes dans les Actes de la Royal Society.
Après la mort du professeur Archibald Leitch en 1931, Kenneway devient professeur de pathologie chimique à l'Université de Londres, où il reste jusqu'à sa retraite en 1946 . Il reçoit la médaille royale en 1941 "Pour sa découverte de la nature des substances cancérigènes dans le goudron de houille et pour ses recherches sur la production de cancer par des substances synthétiques."  et est anobli en 1947. Lors d'une conférence commandée par le Medical Research Council en 1947, il suggère que le tabagisme plutôt que la pollution de l'air pourrait être une cause de l'augmentation importante et continue du cancer du poumon. La conférence conclut qu'une étude cas-témoins à grande échelle devrait être entreprise , qui conduit à l'étude classique de Doll et Hill qui lie le tabagisme au cancer du poumon .
Pendant plus de trente ans, il souffre de la Maladie de Parkinson dont il meurt le 1er janvier 1958 .